# Christopher Halliwell
Christopher Halliwell è un personaggio del telefilm Streghe. È interpretato dall'attore Drew Fuller e da un attore dal nome sconosciuto (da bambino).
Nato il 16 maggio 2004, Chris è il figlio secondogenito di Piper Halliwell e Leo Wyatt;  è il fratello minore di Wyatt Halliwell e quello maggiore di Melinda Halliwell. È il terzo personaggio conosciuto metà Angelo bianco metà Stregone.
Chris appare per la prima volta in Streghe nell'episodio O mie dee! per avvertire il Trio della minaccia incombente dei Titani. Sostiene di essere un angelo bianco proveniente dal futuro, ma di non poter rispondere a tutte le loro domande perché in questo modo avrebbe cambiato il futuro. Anche se aiuta le streghe a sconfiggere i Titani, fa in modo che Leo venga nominato Anziano, costringendolo così a separarsi da Piper e Wyatt.
Quando Leo lascia la sua famiglia per stare in Cielo con gli altri Anziani, Chris diviene il nuovo Angelo bianco del Trio. Leo tuttavia non si fida di lui, perché capisce che sta nascondendo qualcosa. Chris dice alle sorelle Halliwell di essere venuto dal futuro per impedire che Wyatt venga attaccato da un demone e per questo le esorta a eliminare più demoni possibili.
Nella puntata Il mistero di Sleepy Halliwell Phoebe scopre che Chris è suo nipote, ovvero il secondo figlio di Piper e Leo. Chris chiede a Phoebe di mantenere il segreto e di aiutarlo a far tornare insieme Piper e Leo, perché se non sarà concepito entro il prossimo mese lui smetterà di esistere. Alla fine comunque Piper e Leo si rimettono insieme appena in tempo e Piper resta nuovamente incinta.
Inizialmente dimostra di provare un profondo odio verso suo padre Leo, anche se gradualmente riuscirà a legarsi a lui. Come spiegato nell'episodio Nella tela del ragno, l'astio di Chris nei confronti del padre è dovuto alla poca attenzione riservatagli da questo durante l'infanzia, perché troppo impegnato a combattere il Male.
Nel doppio episodio finale della sesta stagione Per il bene o per il male? la versione adulta di Chris muore lo stesso giorno della sua nascita, mentre prova a proteggere il piccolo Wyatt dall'Anziano Gideon.
Il personaggio di Chris adulto riappare come guest star in un episodio della settima stagione e nell'episodio conclusivo della serie. Nell'episodio conclusivo Chris arriva di nuovo dal futuro, questa volta insieme a Wyatt adulto, poiché Wyatt bambino è stato privato dei suoi poteri dal vuoto rendendo privo di poteri anche il Wyatt del futuro. Poiché questo Chris proviene da un futuro in cui Wyatt rimane buono è un Chris diverso da quello ucciso da Gideon. Alla fine Wyatt riavrà i suoi poteri.
È molto affezionato al nonno Victor.

## Poteri e abilità
In quanto secondogenito, Chris ha poteri meno pericolosi del fratello maggiore Wyatt.
I suoi poteri sono la Telecinesi, ossia la capacità di spostare oggetti con la forza del pensiero, potere molto comune nella famiglia Halliwell, e l'Orbitazione, ossia la capacità di dissolversi in scintille bianche e riapparire altrove, potere derivante dalla sua natura di mezzo angelo. Talvolta ha dimostrato di saper usare anche la Telecinesi Orbitante, la capacità di orbitare gli oggetti anziché spostarli, anche questa comune nei mezzi angeli bianchi, come la zia Paige. Non possiede invece gli altri poteri degli angeli bianchi, la Guarigione, la Trasformazione e il rilevamento dei protetti. Nella puntata 6x01 dimostra di saper usare anche il potere della Repressione Vitale.